# ألدن (ويسكونسن)
ألدن (بالإنجليزية: Alden, Wisconsin)‏ هي بلدة تقع بولاية ويسكونسن في الولايات المتحدة. تبلغ مساحتها 152.9 (كم²)، وترتفع عن سطح البحر 292 م، بلغ عدد سكانها 2615 نسمة في عام 2000 حسب إحصاء مكتب تعداد الولايات المتحدة وتصل الكثافة السكانية فيها 18 نسمة/كم2.

## وصلات خارجية
- https://web.archive.org/web/20090523134551/http://www.twp.alden.wi.us/
- The US50 - Cities and Towns in Wisconsin State
- Wisconsin Cities and Towns, Facts, Map, Flag, Colleges, Government, and More